# ويس بيرغرين
ويس بيرغرين (بالإنجليزية: Wes Berggren)‏ هو مغني أمريكي، ولد في 3 أبريل 1971، وتوفي في 27 أكتوبر 1999 في دالاس في الولايات المتحدة بسبب جرعة زائدة.

## وصلات خارجية
- ويس بيرغرين على موقع ميوزك برينز (الإنجليزية)
- ويس بيرغرين على موقع ديسكوغز (الإنجليزية)